# Durham County (North Carolina)
Durham County ist ein County im Bundesstaat North Carolina der Vereinigten Staaten. Der Verwaltungssitz (County Seat) ist Durham am Eno River.

## Geographie
Das County liegt etwas nordöstlich des geographischen Zentrums von North Carolina, ist im Norden etwa 40 km von Virginia entfernt und hat eine Fläche von 771 Quadratkilometern, wovon 19 Quadratkilometer Wasserfläche sind. Es grenzt im Uhrzeigersinn an folgende Countys: Person County, Granville County, Wake County, Chatham County und Orange County.
Durham County ist in sechs Townships aufgeteilt: Carr, Durham, Lebanon, Mangum, Oak Grove und Triangle.

## Geschichte
Durham County wurde am 28. Februar 1881 aus Teilen des Orange County und des Wake County gebildet. Benannt wurde es nach Dr. Bartlett Snipes Durham, einem Großgrundbesitzer, der Land für den Bahnhof gestiftet hatte, um den herum die Stadt Durham entstand.

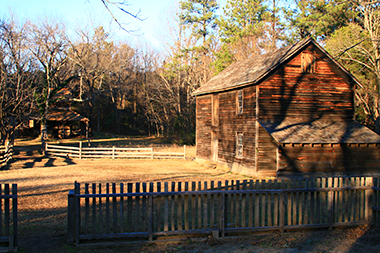
Die Duke Homestead and Tobacco Factory (2010) ist eine von vier National Historic Landmarks im County.

Im County liegen vier National Historic Landmarks, zwei davon sind ehemalige Tabakfabriken. 80 Bauwerke und Stätten des Countys sind insgesamt im National Register of Historic Places eingetragen (Stand 2. März 2018).

## Demografische Daten
Nach der Volkszählung im Jahr 2000 lebten im Durham County 223.314 Menschen in 89.015 Haushalten und 54.032 Familien. Die Bevölkerungsdichte betrug 297 Einwohner pro Quadratkilometer. Ethnisch betrachtet setzte sich die Bevölkerung zusammen aus 50,91 Prozent Weißen, 39,46 Prozent Afroamerikanern, 0,30 Prozent amerikanischen Ureinwohnern, 3,29 Prozent Asiaten, 0,04 Prozent Bewohnern aus dem pazifischen Inselraum und 4,21 Prozent aus anderen ethnischen Gruppen; 1,80 Prozent stammten von zwei oder mehr Ethnien ab. 7,63 Prozent der Bevölkerung waren spanischer oder lateinamerikanischer Abstammung.
Von den 89.015 Haushalten hatten 29,1 Prozent Kinder unter 18 Jahren, die bei ihnen lebten. 42,0 Prozent davon waren verheiratete, zusammenlebende Paare, 14,8 Prozent waren allein erziehende Mütter und 39,3 Prozent waren keine Familien. 30,0 Prozent waren Singlehaushalte und in 7,0 Prozent lebten Menschen mit 65 Jahren oder älter. Die Durchschnittshaushaltsgröße betrug 2,40 und die durchschnittliche Familiengröße war 2,99 Personen.
22,9 Prozent der Bevölkerung waren unter 18 Jahre alt. 12,8 Prozent zwischen 18 und 24 Jahre, 34,8 Prozent zwischen 25 und 44 Jahre, 19,8 Prozent zwischen 45 und 64, und 9,7 Prozent waren 65 Jahre alt oder Älter. Das Durchschnittsalter betrug 32 Jahre. Auf alle weibliche Personen kamen 93,0 männliche Personen. Auf alle Frauen im Alter von 18 Jahren oder darüber kamen 89,7 Männer.
Das jährliche Durchschnittseinkommen eines Haushalts betrug 43.337 USD und das jährliche Durchschnittseinkommen einer Familie betrug 53.223 $. Männer hatten ein durchschnittliches Einkommen von 35.939 $ gegenüber den Frauen mit 30.683 $. Das Prokopfeinkommen betrug 23.156 $. 13,4 Prozent der Bevölkerung und 9,8 Prozent der Familien lebten unterhalb der Armutsgrenze. 17,2 Prozent von ihnen sind Kinder und Jugendliche unter 18 Jahre und 12,3 Prozent sind 65 Jahre oder älter.